# Марк-Иоанн
Марк-Иоа́нн (греч. Μάρκος) — апостол от семидесяти, племянник апостола Варнавы, ученик Апостола Петра (1Пет.5:13)

## Основные сведения
Марк, называвшийся Иоанном, упоминается в апостольских деяниях (Деян. 12:25} и Деян. 15:37). Он был жителем Иерусалима, сыном некой Марии, чей дом был местом молитвенных собраний для апостолов и членов Иерусалимской церкви. В её дом пришёл апостол Пётр после своего чудесного освобождения из темницы (см. Вериги святого Петра). Уходя из Иерусалима Варнава и Павел взяли с собой Марк-Иоанна. Деяния сообщают об участии Марка-Иоанна в проповеди в Саламине на Кипре (Деян. 13:5). При этом на основании употребляемого в тексте выражения «для служения» (διακονια) предполагают, что Иоанн Марк был посвящён в сан диакона. Когда Павел со спутниками покинул Кипр и отправились в Памфилию, то Марк отделился от них и отправился в Иерусалим (Деян. 13:13}). В 15 главе книги Деяний рассказывается о том, как Марк послужил причиной разделения Павла и Варнавы:

По некотором времени Павел сказал Варнаве: пойдем опять, посетим братьев наших по всем городам, в которых мы проповедали слово Господне, как они живут. Варнава хотел взять с собою Иоанна, называемого Марком. Но Павел полагал не брать отставшего от них в Памфилии и не шедшего с ними на дело, на которое они были посланы. Отсюда произошло огорчение, так что они разлучились друг с другом; и Варнава, взяв Марка, отплыл в Кипр
— Деян. 15:36-39
Иоанн Златоуст положительно оценивает это разделение апостолов: «Ибо что после каждый из них порознь предпринял полезного, того не сделать по тому самому, что были бы вместе. А Марку эта распря принесла большую пользу. Строгость Павла вразумила его, а доброта Варнавы сделала, что он не остался; так распря, бывшая между ними, достигает одной цели — пользы. Видя, что Павел решается оставить его, Марк весьма устрашился и осудил себя, а видя, что Варнава столько расположен к нему, Марк возлюбил его; таким образом распря учителей исправила ученика; так он далек был от того, чтобы соблазниться ею. Ибо, если бы они это делали для собственной чести, то конечно он (Иоанн Марк) мог соблазниться; но так как они делали это для его спасения и единственно для того, чтобы показать, как премудры советы (Бога), удостоившего его такой чести, то что здесь предосудительного».
Несмотря на это Павел хорошо относился с Марку о чём свидетельствует его послание к Колоссянам:

Приветствует вас Аристарх, заключенный вместе со мною, и Марк, племянник Варнавы — о котором вы получили приказания: если придет к вам, примите его…
— Кол. 4:10
Иоанн Златоуст отмечает, что Марк был бы принят и без указаний Павла, но «Апостол выражает желание, чтобы они сделали это с большим усердием, и тем показывает, что сей человек (Марк) был великий муж». При этом характер распоряжений Павла о Марке-Иоанне остаётся неизвестным. В более поздних своих посланиях Павел называет Марка своим сотрудником (Флм. 1:24), а во Втором послании к Тимофею пишет — «Марка возьми и приведи с собою, ибо он мне нужен для служения» (2Тим. 4:11).
Место проповеди Варнавы и Марка-Иоанна после их разлучения с Павлом остаётся неизвестным. В Acta sanctorum помещены апокрифические сказания из «Периодов» (путешествий) Варнавы, который якобы составлены Марком-Иоанном. По преданию, Марк-Иоанн был в Вивлосе (в Финикии Библос (Вивлос) или Гевал находился на севере Палестины, при Средиземном море, между Бейрутом и Триполем). В Четьи Минее Димитрия Ростовского о нём сказано: «святой апостол Марк, называвшейся Иоанном, был поставлен апостолами в Вавилоне и ревностно подвизался в проповеди Евангелия. Он достиг такого дерзновения к Богу, что и самая тень его исцеляла больных». Год смерти апостола Марка-Иоанна неизвестен, существует мнение, что он был похоронен в Эфесе.
В православной церкви память Марка-Иоанна совершается 10 октября (27 сентября по старому стилю) вместе с апостолом Зиною и 17 января (4 января по старому стилю) в день Собора Апостолов от семидесяти, в католической церкви — 27 сентября.
Подавляющее большинство современных исследователей убеждены, что все упоминания Марка и Иоанна, называемого Марком, в Новом Завете относятся к одному и тому же лицу. Малодостоверное различение евангелиста Марка и Марка-Иоанна (а также ещё одного Марка, входящего в один из вариантов списка 70 апостолов) возникло лишь в позднем церковном предании.